# Luigi Capuana
Pour les articles homonymes, voir Capuana.
Luigi Capuana, né le 28 mai 1839 à Mineo, dans la province de Catane en Sicile et mort le 29 novembre 1915 à Catane, est un écrivain italien, professeur et critique littéraire.

## Biographie
Luigi Capuna était journaliste à Milan, critique à Florence, et professeur à Catane et à Rome.
Théoricien du vérisme, Luigi Capuana fut influencé par le naturalisme d'Émile Zola. Son œuvre fantastique en fit le chantre d'une Sicile aride mais féconde en légendes et en superstitions.
Giuseppe Perrotta mit en musique quelques-uns de ses poèmes.

## Œuvres traduites en français
- La Torture (Actes Sud, 1990)
- L'Œuf Noir et autres contes fantaisistes (Finitude, 2006) (original 1882)
- Giacinta (Farrago, 2006) (original 1879)
- Le mari vampire 1907